# جون بولسكامب
جون جريجوري بولسكامب (19 أبريل 2001-) هو لاعب كرة قدم أمريكي محترف يلعب كحارس مرمى لنادي سبورتينج كانساس سيتي في الدوري الأمريكي لكرة القدم. وُلِد في الولايات المتحدة لأب أمريكي وأم فلسطينية، في بيكرسفيلد، كاليفورنيا. هو مسلم ملتزم وقد دعم تغيير قواعد الدوري الأمريكي لكرة القدم للسماح بوقت توقف إضافي للاعبين المسلمين لشرب الماء عند غروب الشمس خلال شهر رمضان المبارك.

## مسيرته الكروية
بدأ مسيرته مع أكاديمية تطوير كرة القدم الأمريكية مع فرق سنترال كاليفورنيا أزتيكس وريال سو كال، قبل الانضمام إلى أكاديمية الشباب في لوس أنجلوس جالاكسي. في 23 يونيو 2018، ظهر بولسكامب على مقاعد البدلاء لفريق لوس انجلوس عالاكسي 2، الفريق الاحتياطي للنادي في بطولة الرابطة المتحدة لكرة القدم، لكنه لم يدخل كبديل.
في 5 أبريل 2019، وقع بولسكامب مع نادي سبورتينغ كانساس سيتي الثاني، وهو الفريق الاحتياطي لنادي سبورتينغ كانساس سيتي في الدوري الأمريكي لكرة القدم. شارك لأول مرة مع الفريق في 6 مايو ضد لويزفيل سيتي، حيث بدأ في الفوز 3-2. أنهى بولسكامب موسمه الاحترافي الأول بمساعدة فريقه في الحفاظ على نظافة شباكه في ثلاث مباريات من أصل 14 مباراة.

#### سبورتينغ كانساس سيتي
في 24 فبراير 2020، وقع بولسكامب عقد لاعب محلي محترف مع نادي سبورتينج كانساس سيتي لكرة القدم في الدوري الأمريكي. قضى معظم موسم 2020 كحارس مرمى احتياطي، وظهر على مقاعد البدلاء 13 مرة ولكن دون أن يظهر ولو مرة واحدة. كما شارك مرتين مع سبورتينج كانساس سيتي الثاني في بطولة USL، حيث كانت القروض محدودة بسبب جائحة كوفيد-19.
شارك بولسكامب لأول مرة مع سبورتنج في 17 أبريل 2021، خلال المباراة الأولى للنادي في الموسم ضد نيويورك ريد بولز. بسبب إصابة حارس مرمى سبورتينج كانساس سيتي الأساسي، تيم ميليا، واثنين من اللاعبين الاحتياطيين، تم منح بولسكامب الفرصة للبدء. انتهت المباراة بفوز الفريقين بنتيجة 2-1.

## مسيرته الدولية
بولسكامب مؤهل للانضمام إلى الفريق الوطني، وفي 18 يناير 2020، ظهر لأول مرة على المستوى الدولي مع منتخب الولايات المتحدة تحت 20 عامًا ضد منتخب المكسيك تحت 20 عامًا. في ديسمبر 2021، تم استدعاؤه إلى الفريق الأول لمباراة ودية ضد البوسنة والهرسك، لكنه لم يشارك في المباراة. تم اختياره كبديل للمنتخب الأولمبي لعام 2024.